# Jan Vercammen
Jan Vercammen, né le 18 octobre 1969 à Herentals, est un homme politique belge, membre de la Nieuw-Vlaamse Alliantie (N-VA).

## Biographie
Jan Vercammen nait le 18 octobre 1969 à Herentals.
Aux élections législatives fédérales de 2014, Jan Vercammen est élu à la Chambre des Représentants.